# 宜春话
宜春话即宜春赣语，是赣语宜春片的代表方言，广义的宜春话代表宜春片内赣语。赣语宜春片又称宜春浏阳片，简称宜浏片。主要分布在赣西和赣西北以及湖南同萍乡毗邻的两个县市。

## 分布地域
宜春话主要分布在赣西和赣西北以及湖南同萍乡毗邻的两个县市。包括江西的万载县、宜丰县、上高县、高安市、渝水区、樟树市、新干县、丰城市、分宜县、袁州区、安源区、湘东区、芦溪县、上栗县和湖南的浏阳市、醴陵市，共16个县市区。

## 宜浏片主要特点
- 本片的共同特点是去声今读分阴阳（或阴去与阳平合流），入声大多不分阴阳。
- 大部分地方入声不分阴阳（分宜、萍乡市无入声，丰城、万加载声分阴阳）。除新喻市外，声母送气不影响到调类的分化。

## 宜浏片内部分片
本片可分为宜春、樟树、上高3小片，小片的划分大致同袁州府、临江府、瑞州府的旧域相合。
- 宜春小片包括袁州区、安源区、湘东区、芦溪县、上栗县、渝水区、分宜县、醴陵市和浏阳市。宜春市、萍乡市、新余市和分宜这4个县市人口最多的大姓大多是汉唐两代从中原地区迁入的，不仅迁出地相同，宗族也相同。宜春市、分宜、新余市古浊平、古清去今合并为一个调类。
- 上高小片包括上高、宜丰、高安市和万载。万载旧属袁州府，不少特点同宜春市一致，但从总体看更接近上高小片。本小片的共同特点是古浊平、古清去今各为独立的调类，但由于变调而定型，部分古浊平字今读为阴去，部分古清去字今读为阳平。知三章组今读[t th s]，透定二母今开口呼读为[h]，溪群二母细音口语常用字今读为x（拼音，即普通话“西”字的声母）。韵母最大的特点是止摄开口三等韵精庄两组字今读为[u](如“事”“死”“苏”两字本小片都读su，而宜春小片则都读“si”），单凭这一特征就可以把这一小片同赣语的其他方言区别开来。
- 樟树小片包括樟树市、新干和丰城市。本小片的共同特点是古浊平、古清去今读各为独立的调类，止摄开口三等精、庄组字和知三、章组字因为声母的不同韵母而有差别，但丰城例外。今读上声为降调。

## 狭义的宜春话-袁州话
狭义的宜春话即为宜春市袁州区内部的宜春话（赣语方言），或称之为袁州话。
袁州区位于赣西，春秋时处吴头楚尾，西汉初建县，为江西古城之一。除三国至南朝约三百年分治安成郡，划归荆州，在政治、经济、文化等方面与湖南有过一段联系外，其余一千余年均属豫章郡，隶属江西。袁州东邻分宜，北接万载、上高，西连萍乡，南界安福，西北靠近湖南浏阳。东西相距七十公里，南北相距六十三公里，多为丘陵地。明末清初迁来的客籍人定居于慈化、丰顶山等地，与本籍人混居，婚嫁联姻，休戚与共。袁州本籍人用当地语言进行交际时，亦受邻县、邻省、客家话的影响，经过长期发展变化，形成了现在的袁州话。客籍人讲客家话，多数人也能讲袁州话。

## 袁州话音系
- 声母19个（包括零声母，不包括变音）：
- 韵母65-70个：
- 声调5个（六声五调）：

### 輔音
|            |            | 雙唇 | 齒齦 | 齦齶 | 齒齦後 | 軟齶 | 聲門 |
| ---------- | ---------- | ---- | ---- | ---- | ------ | ---- | ---- |
| 鼻音       | 鼻音       | m    |      | ɲ    |        | ŋ    |      |
| 塞音       | 送氣       | pʰ   | tʰ   |      |        | kʰ   |      |
| 塞音       | 不送氣     | p    | t    |      |        | k    |      |
| 塞擦音     | 送氣       |      | tsʰ  | tɕʰ  | tʃʰ    |      |      |
| 塞擦音     | 不送氣     |      | ts   | tɕ   | tʃ     |      |      |
| 擦音       | 擦音       | f    | s    | ɕ    | ʃ      |      | h    |
| 邊音、近音 | 邊音、近音 |      | l    |      |        |      |      |

### 聲調

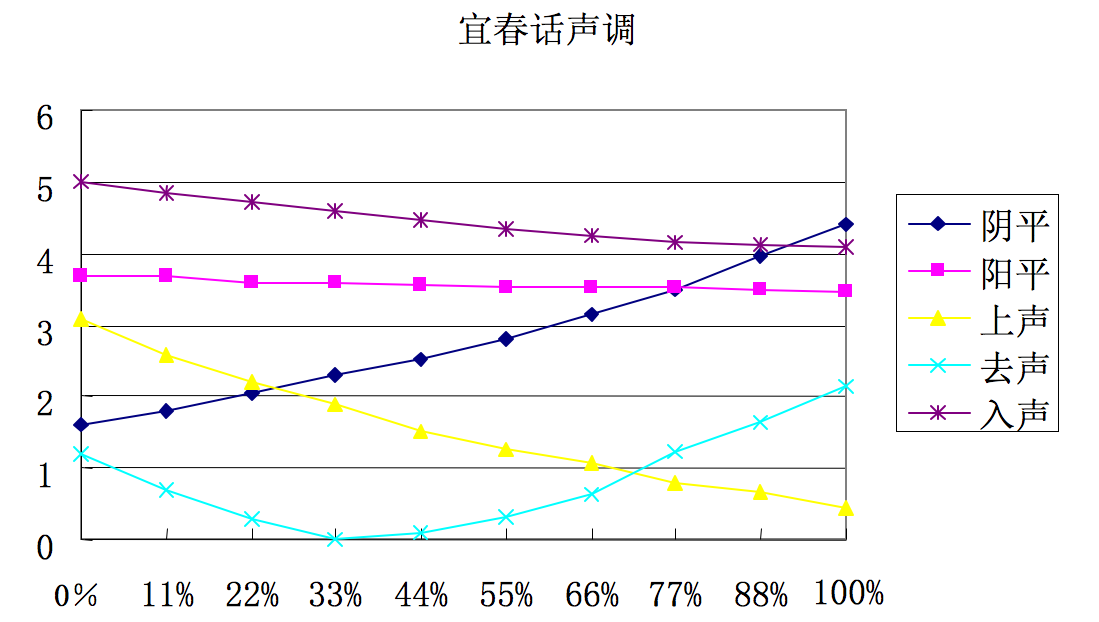
超聲波儀產生的宜春話五度標記法聲調圖

| 聲調 | 調名 | 聲調輪廓  | 字例             |
| ---- | ---- | --------- | ---------------- |
| 1    | 陰平 | ˨˦ (25)   | 多家彪都姑波编邦 |
| 2    | 陽平 | ˦ (44)    | 婆爬钱磨驴朋肥扶 |
| 3    | 上聲 | ˧˩ (31)   | 左努改讨巧草拐苦 |
| 4    | 去聲 | ˨˩˧ (213) | 大树害饭谢用望漏 |
| 5    | 入聲 | ˥ (55)    | 月六黑割发白湿毒 |

## 袁州话内部分路及差异
袁州话从内部差异来说大致可分六路：1.东北路：芦村、柏木（中南部）、寨下。2.北路：三阳、洪塘、金瑞、丰顶山、楠木。3.西北路：天台山、天台、水江、慈化。4.中南路：春台、下浦、湖田、渥江、新田、辽市、飞剑潭、西村、温汤、南庙、洪江、新坊、竹亭。5.东路：彬江。6.柏木北路:柏木（北部）。
中南路的春台是区政府所在地，下浦、湖田、渥江、新田四区靠近城区。六路大同小异，不同路之间的口音在地理上存在过渡区，城区的话是袁州的官话，各路人大都能说，但仍可听出说话人是哪一路的。
- 六路中以西北路和柏木北路两路话存在较多知组读端（如“车”读“ta”，“上昼”的“昼”读“deu”），其中西北路（如慈化镇话）与城区话声调韵差异最大。
- 中南路西部北部部分乡镇、北路部分乡镇、东北路部分乡镇或多或少存在知组读端。
- 北路、中南路部分乡镇第二人称为“hen”与城区话相异,中南路城区话以及中南路南部乡镇（如温汤）不存在知组读端，或仅有极个别字端读。
- 北路乡镇（如三阳）把“城里”的“城”读“shang”，即“shang 里”（读音类似“伤哩”），与城区话相异。
- 北路部分乡镇（丰顶山全境，洪塘部分地区，金瑞部分地区）把“吃饭”的“吃”读作“shah”，即“shah饭”（读音类似“杀饭”），与城区话相异。
- 北路有些乡镇存在前后鼻音部分的现象，如：蓝lang，坛tang，与城区话相异。
- 柏木北路话接近万载话，与城区话相异。
- 东路、东北路把“那”成为“hen/hei”与城区相异，存在日母文读读l现象（如“认”读lin），与城区日母文读读零声母（如“认”读in）相异。
- 东北路、东路乡镇把“不”读作bui/bei，与城区的“不”读bih相异。
- 东路彬江话入声可能已经与其他调类合流，中南路南部乡镇入声调调值偏低（相对袁州区中北部），袁州区入声整体感觉北强南弱。
- 中南路内部部分城里年轻人的城关话不分尖团音，中南路农村和部分城里人分尖团音。
- 东路彬江话把回家称为“去归”，而柏木北路把回家称为“归”或“归去”，其他路亦有类似“归”的说法，和市区相异。